# Полев, Олег Анатольевич
Олег Анатольевич Полев (род. 28 ноября 1965, п. Новоберёзовский, г. Берёзовский, Свердловская область, РСФСР, СССР) — советский и российский хоккеист с мячом, полузащитник, хоккейный (с мячом) тренер. Мастер спорта СССР (1986).

## Карьера

### Игровая
Начал играть в хоккей с мячом в 1977 году в городе Берёзовском в детской команде «Энергетик». С 1982 года — в школе свердловского СКА.
С 1983 по 1992 год был игроком команды СКА (Свердловск).
В 1992 году уехал в Швецию, где играл за «Молиллу» (1992—1996), также за «Чёпинг» (1999—2001), клубы, представляющие второй по силе дивизион шведского клубного хоккея с мячом.
С 1996 по 1999 год вновь был игроком команды СКА (Екатеринбург).
В высшей лиге чемпионатов СССР/СНГ/России провёл 265 игр, забил 47 мячей.

### Тренерская
В сезоне 2001/02 — играющий главный тренер команды «СКА-Свердловск». После матча группового этапа чемпионата России сезона 2001/02, в котором команда Полева проиграла краснотурьинскому «Маяку» (9:3), продолжая занимать последнее место в турнирной таблице группы «Восток», покинул пост главного тренера команды.
С 2002 по 2006 год был главным тренером команды «Транос» (с 2003 по 2005 год — играющий главный тренер команды).
Тренер юношеских команд «Траноса» (2006—2008).
В сезоне 2008/09 входил в тренерский штаб клуба «Мутала».
С 2019 по 2022 год вновь возглавлял «Транос».

## Достижения
СКА (Екатеринбург)
 Серебряный призёр чемпионата СНГ: 1991/92 

 Бронзовый призёр чемпионата СССР: 1989/90 

 Чемпион Спартакиады народов СССР: 1986 (в составе сборной Свердловской области) 

 Серебряный призёр Международного турнира на призы Правительства России: 1992 (в составе сборной клубов России) 

 Чемпион СССР среди юниоров: 1984 

 Чемпион России по мини-хоккею (2): 1993, 1996 

 Финалист Кубка мира по ринк-бенди: 1991

### Комментарии
1. ↑  Количество игр и голов за клуб(ы) в высшем дивизионе чемпионатов СССР/СНГ/России